# Mistrzostwa Europy w Lekkoatletyce 1962 – bieg na 400 m kobiet

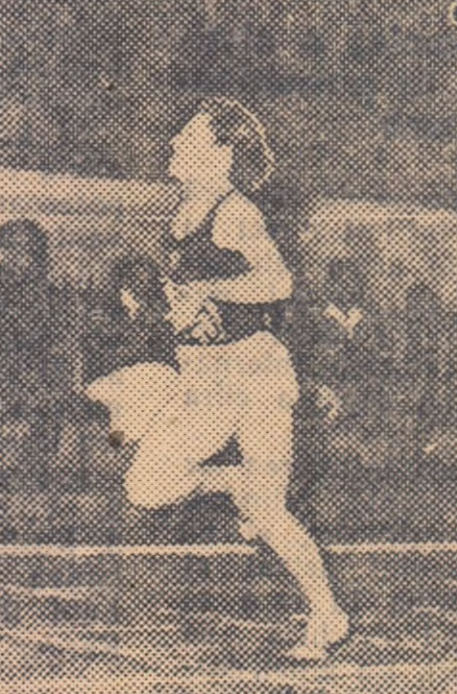
Marija Itkina

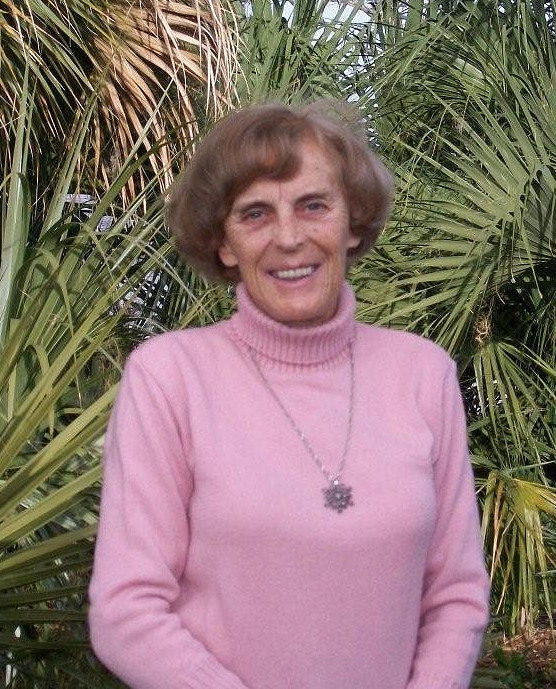
Tilly van der Zwaard w 2010

Bieg na dystansie 400 metrów kobiet był jedną z konkurencji rozgrywanych podczas VII Mistrzostw Europy w Belgradzie. Biegi eliminacyjne zostały rozegrane 12 września, półfinałowe 13 września, a bieg finałowy 14 września 1962 roku. Zwyciężczynią tej konkurencji została reprezentantka ZSRR, mistrzyni z 1958 Marija Itkina. W rywalizacji wzięło udział osiemnaście zawodniczek z dwunastu reprezentacji.

## Rekordy
| Rekord świata     | Marija Itkina (SUN) | 53,4 | Krasnodar, ZSRR    | 12.09.1959 |
| Rekord Europy     | Marija Itkina (SUN) | 53,4 | Krasnodar, ZSRR    | 12.09.1959 |
| Rekord mistrzostw | Marija Itkina (SUN) | 53,7 | Sztokholm, Szwecja | 21.08.1958 |

## Wyniki

### Eliminacje
Bieg 1
| Miejsce | Zawodniczka        | Czas | Uwagi |
| ------- | ------------------ | ---- | ----- |
| 1       | Jekatierina Parluk | 54,9 | Q     |
| 2       | Maeve Kyle         | 55,1 | Q     |
| 3       | Vera Kummerfeld    | 55,7 | Q     |
| 4       | Évelyne Lebret     | 56,2 | NR    |
| 5       | Libuše Králíčková  | 56,3 | NR    |

Bieg 2
| Miejsce | Zawodniczka      | Czas | Uwagi |
| ------- | ---------------- | ---- | ----- |
| 1       | Joy Grieveson    | 54,8 | Q     |
| 2       | Bärbel Reinnagel | 55,5 | Q     |
| 3       | Janina Hase      | 55,7 | Q     |
| 4       | Wiera Muchanowa  | 55,8 |       |
| 5       | Cwetana Isaewa   | 57,1 |       |

Bieg 3
| Miejsce | Zawodniczka          | Czas | Uwagi |
| ------- | -------------------- | ---- | ----- |
| 1       | Marija Itkina        | 54,4 | Q     |
| 2       | Tilly van der Zwaard | 55,4 | Q     |
| 3       | Nađa Simić           | 56,5 | Q     |
| 3       | Pam Piercy           | 56,5 |       |

Bieg 4
| Miejsce | Zawodniczka      | Czas | Uwagi |
| ------- | ---------------- | ---- | ----- |
| 1       | Jean Sorrell     | 55,5 | Q     |
| 2       | Helga Henning    | 55,7 | Q     |
| 3       | Antónia Munkácsi | 55,8 | Q     |
| 4       | Delma Savorelli  | 56,9 |       |

### Półfinały
Półfinał 1
| Miejsce | Zawodniczka          | Czas | Uwagi |
| ------- | -------------------- | ---- | ----- |
| 1       | Marija Itkina        | 54,3 | Q     |
| 2       | Tilly van der Zwaard | 55,4 | Q     |
| 3       | Maeve Kyle           | 55,4 | Q     |
| 4       | Bärbel Reinnagel     | 55,7 |       |
| 5       | Janina Hase          | 56,1 |       |
| 6       | Pam Piercy           | 57,4 |       |

Półfinał 2
| Miejsce | Zawodniczka        | Czas | Uwagi |
| ------- | ------------------ | ---- | ----- |
| 1       | Joy Grieveson      | 54,2 | Q     |
| 2       | Jekatierina Parluk | 54,3 | Q     |
| 3       | Helga Henning      | 54,7 | Q     |
| 4       | Antónia Munkácsi   | 55,3 | NR    |
| 5       | Vera Kummerfeld    | 55,6 |       |
| 6       | Nađa Simić         | 56,4 | NR    |
| 7       | Jean Sorrell       | 56,9 |       |

### Finał
| Miejsce | Zawodniczka          | Czas | Uwagi |
| ------- | -------------------- | ---- | ----- |
| 1       | Marija Itkina        | 53,4 | =     |
| 2       | Joy Grieveson        | 53,9 | NR    |
| 3       | Tilly van der Zwaard | 54,4 | NR    |
| 4       | Helga Henning        | 54,6 | NR    |
| 5       | Jekatierina Parluk   | 54,9 |       |
| 6       | Maeve Kyle           | 57,5 |       |